# 萧国
蕭國，東周春秋諸侯國，宋國附庸國。
春秋時，宋大夫南宮長萬懷恨宋閔公而弒君立偽，宋國公族奔蕭。是年冬，蕭叔大心興師問罪、平定逆賊、消滅偽君、復興宋國，並擁立閔公之弟禦說為宋國新君桓公，即春秋五霸之一宋襄公之父。蕭叔大心因功而分蕭國並封侯爵，國祚八十五年。
前597年（周定王十年、鲁宣公十二年、晋景公三年、楚莊王十七年、宋文公十四年），春秋五霸之一楚莊王在邲之战击败晋国后，冬季，攻打萧国。宋国华椒联合蔡国去救萧国。萧国囚禁了熊相宜僚和公子丙。楚庄王让他们不要杀就退兵。萧国人杀了熊相宜僚和公子丙。楚庄王大怒，包围了萧国。萧国崩溃，申公巫臣说，军人感到很冷。楚庄王巡视三军，安抚慰勉，战士感到温暖，像披上了丝棉。军队就前进而逼近萧城。楚国大夫申叔展参与了这次作战，蕭國後為楚国所滅。
蕭國子孫以國為氏，興漢三傑之首酇文終侯大丞相蕭何即為其後。

## 国君
- 蕭叔大心
- 蕭叔，鲁庄公二十三年（前671年），萧叔朝觐鲁庄公。

## 參见
- 高哀
- 還無社